# Примроуз (Вісконсин)
Примроуз (англ. Primrose) — місто (англ. town) в США, в окрузі Дейн штату Вісконсин. Населення — 750 осіб (2020).

## Демографія
Згідно з переписом 2010 року, у місті мешкала 731 особа в 282 домогосподарствах у складі 218 родин. Було 294 помешкання
Расовий склад населення:
| - 96,0 % — білих - 0,8 % — корінних американців - 0,7 % — чорних або афроамериканців - 0,3 % — азіатів |

До двох чи більше рас належало 1,6 %. Частка іспаномовних становила 0,5 % від усіх жителів.
За віковим діапазоном населення розподілялося таким чином: 22,2 % — особи молодші 18 років, 63,8 % — особи у віці 18—64 років, 14,0 % — особи у віці 65 років та старші. Медіана віку мешканця становила 46,1 року. На 100 осіб жіночої статі у місті припадало 102,5 чоловіків;  на 100 жінок у віці від 18 років та старших — 107,7 чоловіків також старших 18 років.
Середній дохід на одне домашнє господарство  становив 108 488 доларів США (медіана — 79 063), а середній дохід на одну сім'ю — 116 533 долари (медіана — 83 194). Медіана доходів становила 60 455 доларів для чоловіків та 41 964 долари для жінок. За межею бідності перебувало 3,7 % осіб, у тому числі 5,4 % дітей у віці до 18 років та 3,9 % осіб у віці 65 років та старших.
Цивільне працевлаштоване населення становило 367 осіб. Основні галузі зайнятості: освіта, охорона здоров'я та соціальна допомога — 24,3 %, сільське господарство, лісництво, риболовля — 10,9 %, роздрібна торгівля — 10,6 %.